# حاجی‌علی‌لی (ساموخ)
حاجی‌علی‌لی (به لاتین: Hacıalılı) یک منطقه مسکونی در جمهوری آذربایجان است که در شهرستان ساموخ واقع شده است. حاجی‌علی‌لی ۱۰۹۷ نفر جمعیت دارد.